# Evangelische Kirche (Winningen)

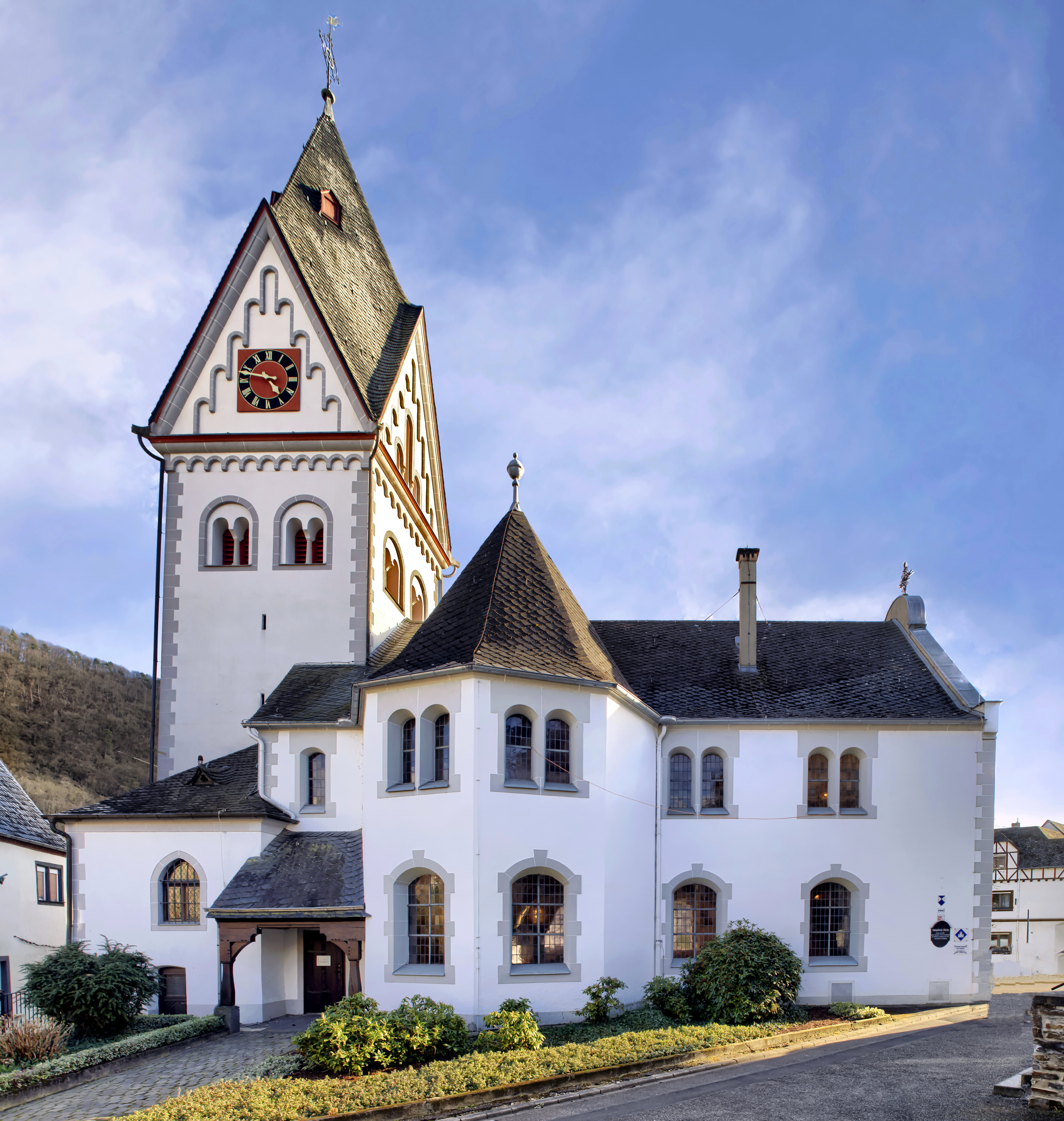
Ansicht von Norden

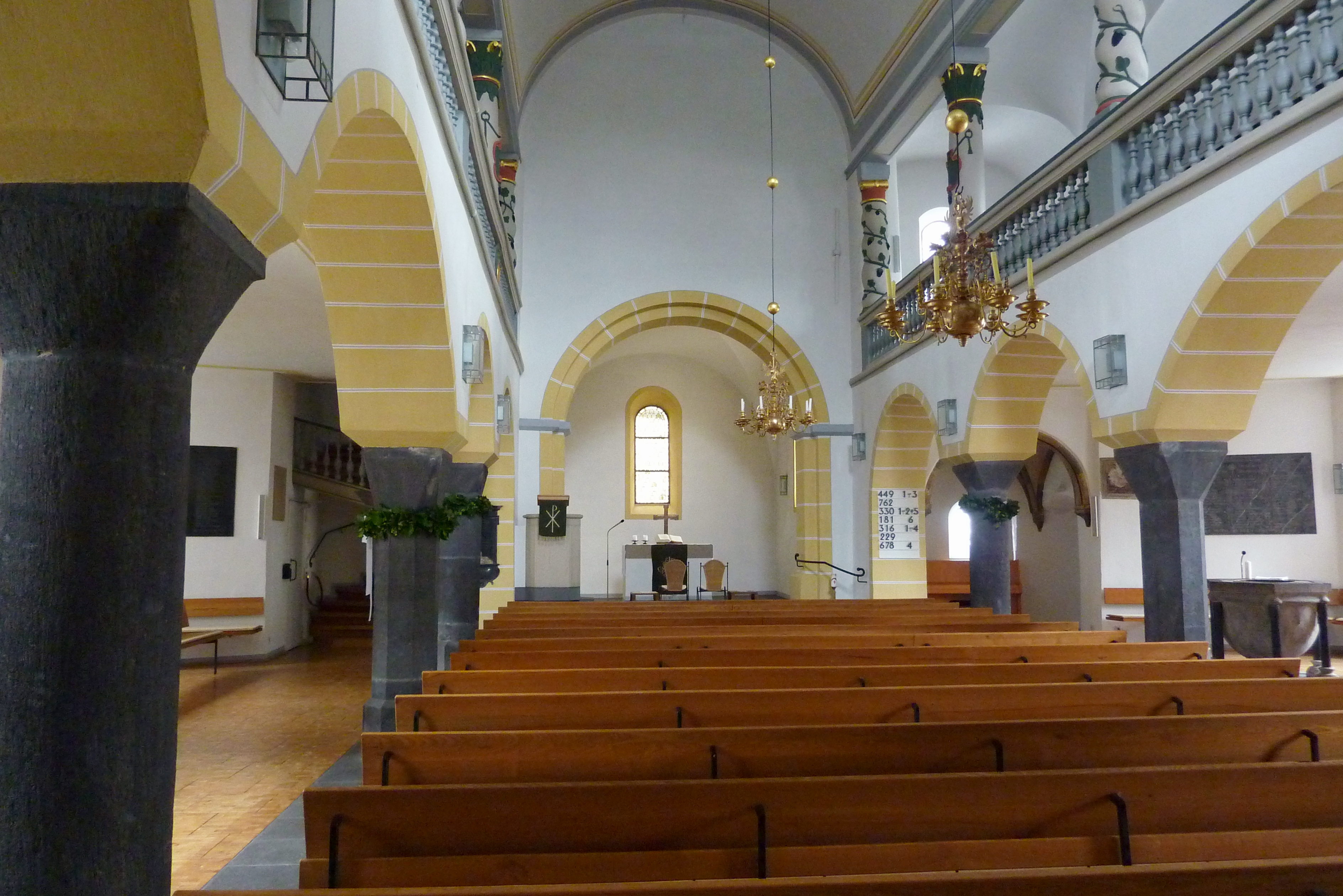
Blick zum Chor

Die Evangelische Kirche ist ein denkmalgeschütztes Kirchengebäude in Winningen im Landkreis Mayen-Koblenz in Rheinland-Pfalz. Sie ist ein geschütztes Kulturdenkmal nach dem Denkmalschutzgesetz (DSchG) und in der Denkmalliste des Landes Rheinland-Pfalz eingetragen. Sie liegt in der Kirchstraße. Die Kirchengemeinde ist seit 1557 evangelisch und gehört zum Kirchenkreis Koblenz der Evangelischen Kirche im Rheinland.

## Geschichte
Die Vorgängerkirche wurde um 1200 als dreischiffige Basilika erbaut, von ihr sind der romanische Chorturm und der südliche Nebenchor sowie das Fächerfenster der Westfassade erhalten. als 1557 1618 war zum Einbau einer Empore ein größerer Umbau nötig und Gewölbe sowie Dach wurden ersetzt. 1695 wurde das Langhaus verlängert und größere Fenster wurden eingesetzt. Zur Vergrößerung wurden dem Langhaus 1718 Querschiffarme angesetzt. Die Kirche ist im Lichten 22 Meter lang und im Schiff 10,70 Meter breit. Bei einer Renovierung 1879 bekam der Turm ein Rautendach und die Giebel. Die letzte größere Innenrenovierung fand 2000 statt.

## Ausstattung
- Romanischer Taufstein aus Trachyt
- Drei Messingkronleuchter, 17. Jahrhundert, etwa 60 und 70 cm hoch
- Portal von 1695
- Drei Grabplatten aus dem 17. Jahrhundert
- Sandsteintafel zur Erinnerung an das NS-Opfer Elisabeth Müller, Pfarrerstochter aus Winningen, aus dem Jahre 2000

## Glocken
Die evangelische Kirche in Winningen hat vier Bronzeglocken. Die lateinische Inschrift der ältesten lautet übersetzt: „Mich Gefäß aus Erz hat Johann Claus Brubach gegossen. Zum Lobe Gottes bin ich bestimmt. Matthäusglocke bin ich genannt. Im Jahre des Herrn 1422“. Zwei weitere Glocken sind ebenfalls sehr alt. Die große entstand 1507, das Gussjahr der kleineren ist nicht bekannt; gegossen wurden beide in Prüm. Es grenzt fast an ein Wunder, dass diese drei Glocken nicht als sogenannte Metallspende den Weltkriegen zum Opfer fielen beziehungsweise dass die Gemeinde sie nicht abliefern musste. Nur eine Winninger Glocke ging verloren, die Vaterunserglocke. Sie wurde 1958 von der Glocken- und Kunstgießerei Rincker in Sinn ersetzt.